# Сичкарук, Богдан Викторович
Богда́н Ви́кторович Сичкару́к (укр. Богдан Вікторович Січкарук; 1 августа 1994, Тетиев, Киевская область, Украина) — украинский футболист, нападающий

## Биография
Родился Богдан в городе Тетиев Киевской области. С детства увлекался футболом и биатлоном (к занятием которым его приобщил отец, мастер спорта по этому виду спорта). Но в дальнейшем предпочтение было отдано всё же футболу. В одиннадцать лет поступил в Киевский областной интернат спортивного профиля, располагавшемся в соседнем посёлке Терезино, где его первым тренером стал Валентин Кривый. В составе команды учебного заведения выступал в соревнованиях Детско-юношеской футбольной лиги Украины. После окончания спортинтерната был зачислен в юношескую команду киевского «Арсенала», которая принимала участие в первенстве Киевской области среди взрослых команд. Весной 2012 года, в составе футбольного клуба «Володарка», играл в любительском чемпионате Украины. Позже нападающий пробовал свои силы в молодёжной команде «Металлиста», но из-за полученной травмы вынужден был оставить харьковский клуб. Кроме этого, перспективный футболист успел побывать на просмотре в клубах немецкой оберлиги из Эссена и Амсдорфа.
В 2014 году Сичкарук получил приглашение в полтавскую «Ворсклу», став выступать за дублирующий состав, с первых же матчей отличившись забитыми голами за свой новый коллектив. 8 августа 2014 года, Богдан дебютировал в элитном дивизионе, приняв участие в гостевом поединке полтавчан против ужгородской «Говерлы», заменив в конце поединка одноклубника Андрея Ткачука. В следующем туре, молодой нападающий снова появился на поле в основном составе, сыграв в концовке домашнего матча «Ворсклы» против донецкого «Металлурга», а накануне отметился хет-триком в поединке дублирующих составов этих же команд. До зимнего межсезонья Сичкарук продолжил играть за молодёжный состав полтавского клуба. Предсезонную подготовку ко второй части чемпионата, Богдан проходил с основным составом, отличившись забитыми голами в ряде контрольных матчей.
В марте 2015 года, главный тренер сборной Украины до 21 года Сергей Ковалец, включил Сичкарука в расширенный список кандидатов в молодёжную команду страны.
Весной 2016 года подписал контракт с лидером первой лиги Сербии — клубом «Напредак» из города Крушевац. В «Напредаке» одноклубником Сичкарука стал Йован Маркоски, выступавший с Богданом в «Ворскле».